# 維爾·哈拉
維爾·哈拉（芬蘭語：Ville Hara，1974年－），芬蘭建築師。
哈拉於赫爾辛基理工大學與巴黎貝勒維建築學院修習建築學，並於2002年以建築師身分畢業。2003年，他被路德維希·密斯·凡德羅獎提名。 
哈拉曾於法國、克羅埃西亞、德國（布魯爾荷頓建築師事務所）工作。於2004年與阿努·普斯蒂宁創立自己的工作室—艾凡托建築師事務所。

## 作品
- 高岛观景台（芬蘭赫爾辛基）
- 圣劳里礼拜堂（芬蘭語：Pyhän Laurin kappeli）（芬蘭萬塔）

## 外部連結
- Korkeasaari Lookout Tower by Ville Hara in Helsinki